# Knútur
De Knútur of Knúkur is een berg die ligt op het eiland Skúvoy, Faeröer. De berg heeft een hoogte van 393 meter en is daarmee het hoogste punt van het eiland.